# Réseau des trains suburbains de Cork
 (avril 2024).
Si vous disposez d'ouvrages ou d'articles de référence ou si vous connaissez des sites web de qualité traitant du thème abordé ici, merci de compléter l'article en donnant les références utiles à sa vérifiabilité et en les liant à la section « Notes et références ».
Le Réseau des trains suburbains de Cork est un réseau de transport en commun ferroviaire desservant Cork et son agglomération. Des projets pour le moderniser existent,, notamment pour rendre la gare de Cork Kent passante.

## Réseau

### Présentation
| Ligne/Terminus | Ligne/Terminus | Photo | Stations | Tracé |
| -------------- | -------------- | ----- | -------- | ----- |
|                | Mallow (en)    |       | 2        |       |
|                | Cobh           |       | 7        |       |
|                | Midleton (en)  |       | 5        |       |